# Dálnice A1 (Polsko)
Dálnice A1, zvaná též Jantarová dálnice (Autostrada Bursztynowa), je polská dálnice, která spojuje  Trojměstí na břehu Baltského moře, Toruň, Lodž a Horní Slezsko a následně navazuje u českých hranic na českou dálnici D1. Po této dálnici je vedena mezinárodní silnice E75. Dálnice vede přes Pomořanské, Kujavsko-pomořanské, Mazovské, Lodžské a Slezské vojvodství.

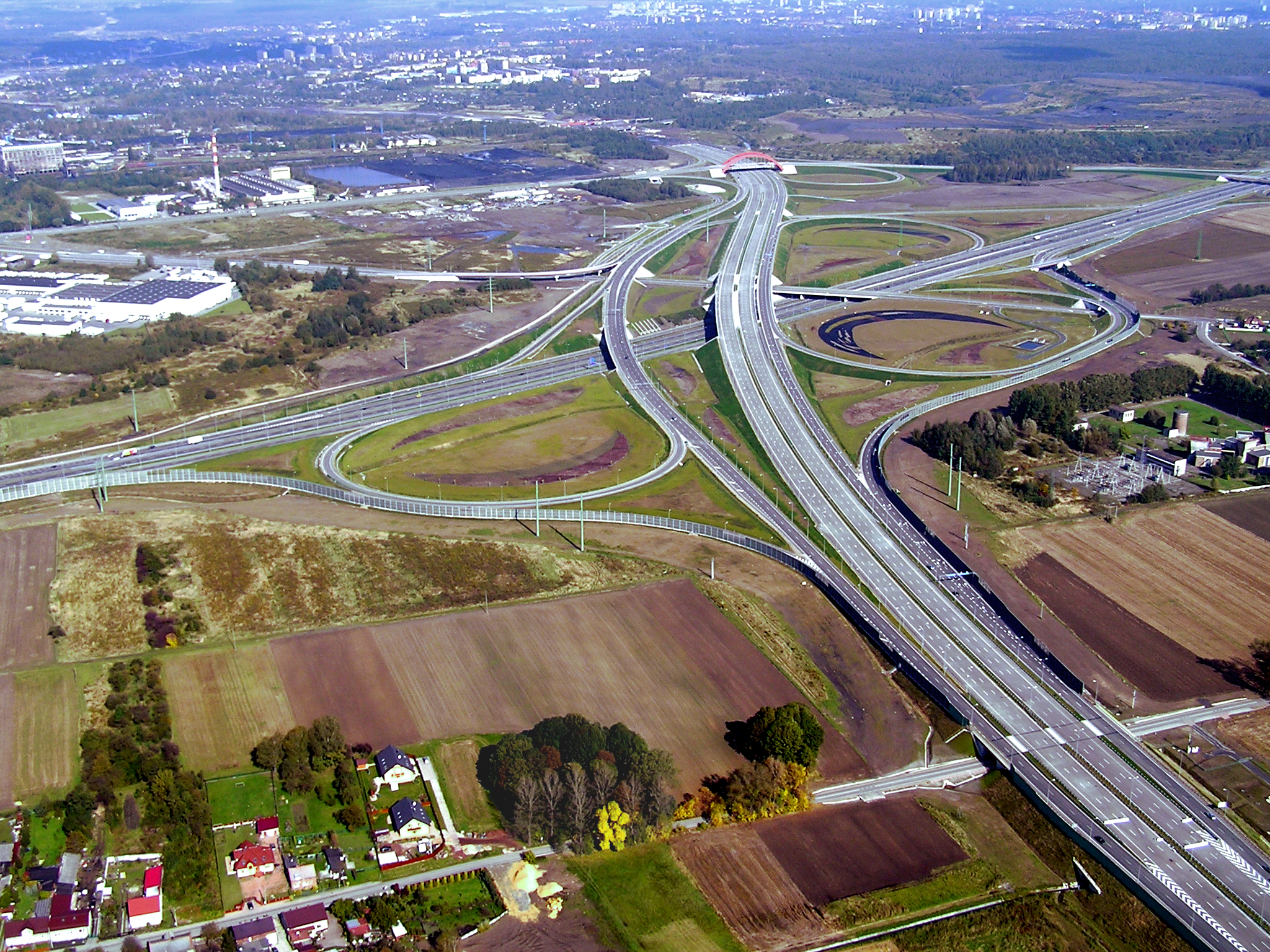
Křižovatka Gliwice Sósnica (křížení dálnic A1, A4)

Délka dálnice je 584 km.

## Přehled úseků
| Úsek                             | Délka   | Výstavba   | Stav      |
| -------------------------------- | ------- | ---------- | --------- |
| Gdańsk - Grudziądz               | 90 km   | 2005–2008  | V provozu |
| Grudziądz - Toruń                | 62 km   | 2008–2011  | V provozu |
| Toruń - Stryków/Łódź             | 144 km  | 2010–2014  | V provozu |
| Stryków/Łódź - Tuszyn            | 41 km   | 2011–2016  | V provozu |
| Tuszyn - Piotrków Trybunalski    | 17 km   | 1978–1989  | V provozu |
| Piotrków Trybunalski - Kamiensk  | 22 km   | 2019- 2022 | V provozu |
| Kamieńsk - Częstochowa           | 60 km   | 2018- 2021 | V provozu |
| Częstochowa - Letiště Katowice   | 57 km   | 2015–2019  | V provozu |
| Letiště Katowice - Zabrze Północ | 27 km   | 2009–2012  | V provozu |
| Zabrze Północ - Gliwice Sośnica  | 16 km   | 2009–2011  | V provozu |
| Sośnica/Gliwice - Bełk           | 15,5 km | 2007–2009  | V provozu |
| Bełk - Świerklany                | 14,1 km | 2007–2011  | V provozu |
| Świerklany - Gorzyczki → (D1)    | 18,4 km | 2007–2012  | V provozu |

## Křižovatky s jinými dálnicemi a rychlostními silnicemi
| Exit                         | Dálnice | Schéma křižovatky |
| ---------------------------- | ------- | ----------------- |
| Lubicz                       | S10     |                   |
| Toruň - jih                  | S10     |                   |
| Lodž - sever                 | A2      |                   |
| Lodž - jih                   | S8      |                   |
| Piotrków Trybunalski - západ | S8      |                   |
| Piekary Śląskie              | S11     |                   |
| Pyrzowice                    | S1      |                   |
| Gliwice Sośnica              | A4      |                   |